# Deborah Turbeville
Deborah Turbeville (* 6. Juli 1932 in Boston, Massachusetts; † 24. Oktober 2013 in Manhattan, New York) war eine US-amerikanische Fotografin.

## Leben und Werk
Turbeville wurde in Boston geboren. Sie wuchs in England auf und ging im Alter von 20 Jahren nach New York. Dort arbeitete sie als Assistentin und Model bei der Modedesignerin Claire McCardell, durch die sie in Kontakt mit Diana Vreeland kam. Seit dieser Zeit fotografierte Turbeville. 1963 wurde sie als Redakteurin und Modefotografin bei Harper’s Bazaar angestellt und arbeitete zusammen mit Diane Arbus, Richard Avedon und Hiro, bevor sie sich 1972 ganz der Fotografie widmete. 1977 stellte sie auf der documenta 6 in Kassel aus. Sie lebte in Mexiko, New York City, Paris und St. Petersburg.
2005 lehrte sie am Smolny-Institut im Auftrag des Bard College. Als Fotografin arbeitete Turbeville für die Modedesigner Bergdorf Goodman, Oscar de la Renta, Valentino Garavani und Vera Wang. Ihre Fotografien wurden in Galerien und Museen gezeigt und in den Zeitschriften L’uomo, Vogue, Casa Vogue, Acne Paper, V Magazine und W Magazine veröffentlicht. Für das The New York Times Magazine fotografierte sie eine Portraitserie von Julia Roberts.

## Auszeichnungen
- 1989: Fashion Group International Lifetime Award für Modefotografie
- 1998: Alfred Eisenstaedt Award für Zeitschriftenfotografie
- 2002: Stipendium des Fulbright-Programms für die Baltische Schule für Fotografie in St. Petersburg

## Veröffentlichungen
- The Fashion Pictures, 2011 ISBN 0-8478-3479-4
- Casa No Name, 2009
- Past imperfect, 2009 ISBN 3-86521-452-5
- Women on women, 1980 ISBN 0-89479-040-4
- Wallflower, 1978 ISBN 0-930186-01-X